# Mandrake (album)
Mandrake – piąty studyjny album niemieckiej power metalowej grupy Edguy. Został wydany 24 września 2001 roku nakładem AFM Records, będąc zarazem ostatnią studyjną płytą zespołu dla tej wytwórni. Do utworu All the Clowns nagrany został pierwszy w dorobku zespołu teledysk.

## Lista utworów
1. Tears of a Mandrake – 7:11
2. Golden Dawn – 6:08
3. Jerusalem – 5:27
4. All the Clowns – 4:49
5. Nailed to the Wheel – 5:41
6. The Pharaoh – 10:37
7. Wash Away the Poison – 4:40
8. Fallen Angels – 5:15
9. Painting on the Wall – 4:38
10. Save Us Now' – 4:37
11. The Devil and the Savant (limitowana edycja i wydanie japońskie) – 5:26

### Twórcy
- Jens Ludwig – gitara
- Tobias Sammet – wokal,
- Dirk Sauer – gitara
- Felix Bohnke – perkusja
- Tobias Exxel – bas